# Bitonto

Bitonto (italijansko: [biˈtonto]; Bitontino Vetònde) je mesto in občina z okoli 55.000 prebivalci v metropolitanskem mestu Bari (deželi Apulija) v Italiji. Leži zahodno od Barija. Zaradi številnih oljčnih nasadov, ki obkrožajo mesto, ga imenujejo "mesto oljk".

## Geografija
Bitonto leži približno 11 kilometrov zahodno od mesta Bari, blizu obale Jadranskega morja. Mejne občine so Bari, Bitetto, Palo del Colle, Altamura, Toritto, Ruvo di Puglia, Terlizzi in Giovinazzo.  Zaselka (frazioni) sta Mariotto in Palombaio.

## Zgodovina
Mesto so ustanovili Peucetii, njegove prebivalce pa so grški naseljenci v regiji imenovali Butontinoi, etnonim negotovega izvora.Po enem izročilu je mesto dobilo ime po ilirskem kralju Botoneju. Njegovo prvo mestno obzidje lahko datiramo v 5. do 4. stoletje pr. n. št., sledi ostanejo v temeljih normanskega obzidja.
Podobnosti kovancev kažejo, da je bil Bitonto pod hegemonijo špartanskega Tarentuma (sodobni Taranto), vendar je nosil numizmatično legendo BITONTINON. Pozneje, ko je bil rimski zaveznik v samnitskih vojnah, je civitas Butuntinenses postal rimski municipij, ki je ohranil svoje prejšnje zakone in samoupravo ter častil svojo božansko zaščitnico, ki so jo Rimljani z interpretatio romana identificirali kot Minervo; njeno sveto mesto zaseda cerkev San Pietro in Vincoli. Kot mesto poznega Rimskega cesarstva je Bitonto označen v Liber Colonis Frontinus, v Antoninovem itinerariju in drugih cesarskih poteh ter Tabula Peutingeriana, postojanki, kjer so morali imeti sveže konje za popotnike na Via Traiana za Brundisium.
Temelji paleokrščanske bazilike so prišli na dan pri izkopavanjih pod kripto stolnice, vendar ni preživelih nobenih pisnih dokazov o ustanovljeni škofiji v zgodnjem srednjem veku. Čeprav ni dokazov, da je imel langobardski gastaldo (langobardski uradnik, zadolžen za določen del kraljeve posesti) svoj sedež v Bitontu, so se lombardski običaji in zakon močno vtkali v lokalno družbeno tkivo.
V 9. stoletju je Bitonto uspešno prestal napad Saracenov, v katerem je bil vodja oblegovalcev ubit pod mestnim obzidjem Bitonto je sodeloval pri uporu Melusa iz Barija leta 1009, čigar ambicija je bila zasesti avtonomno ozemlje od bizantinskega katapanata Italije.
V srednjem veku je bil Bitonto fevd več baronskih družin, preden je v 13. stoletju trajno prešel na družino Acquaviva, ki so prevzeli ime po svoji trdnjavi v Acquaviva delle Fonti: Acquaviva so bili pozneje vojvode Atrija in njihovi manjši signoriji Bitonto je leta 1464 neapeljski kralj Ferdinand I. Neapeljski povišal v markize v korist Giovannija Antonia Acquavive; ob njegovi prezgodnji smrti je naziv prešel na njegovega brata, uspešnega in kultiviranega kondotijera Andrea Mattea Acquaviva, ki ga je leta 1487 zamenjal za markiza Ugenta, in ga pozneje izgubil. Leta 1552 so meščani plačali za svobodo mesta precejšnjo vsoto 66.000 dukatov.
Leta 1734 je med vojno za poljsko nasledstvo španska vojska pod vodstvom Karla Burbonskega in vojvode Montemarskega premagala Avstrijce pod vodstvom Giuseppeja Antonia, princa Belmonteskega, v bitki pri Bitontu, s čimer je zagotovila posest Neapeljskega kraljestva za Bourbone.
6. septembra 1928 je vas Sveti Duh, edini dostop do obale in predmet mejnih sporov med obema mestoma že od 13. stoletja, prešla v občino Bari. Ukradeno ozemlje je imelo površino približno 16 kvadratnih kilometrov.

## Znamenitosti
Mesto vključuje srednjeveški utrjeno mesto in sodobno območje.
Glavne znamenitosti so:
- Staro mesto in obzidje; Utrdba mesta, vidna v 21. stoletju, sega v normansko obdobje. Pravzaprav je bil med 11. in 12. stoletjem zgrajen velik del obzidja, ki poteka vzdolž zgodovinskega središča, v dolžini približno 2000 m, pa tudi kvadratni stolpi in pet vrat: Nova, Pendile, Robustina, La Maja in Baresana. Bitontski zgodovinar prve polovice 20. stoletja Luigi Sylos je na podlagi svojih natančnih študij in raziskav navedel, da so bila zadnja štiri od zgoraj naštetih vrat zgrajena že v rimskem času.

V anžujskem obdobju obramba mesta ni bila zanemarjena; pravzaprav sta bila dvignjena valjasta stolpa, vključno z obstoječim, najimpoznejšim in najbolj odpornim stolpom, ter obnovljeni Porta Pendile in Porta Robustina. Med 15. in 17. stoletjem so bile izvedene obnove in reintegracije, ki so prizadele predvsem odsek med Porta La Maja, Piazza Castello in Vico Goldoni, kar je vodilo do napredka tega odseka v primerjavi s staro normansko gradnjo. Zgrajen je bil Trione, to je stolp, ki je na vzhodnem koncu starega mesta, kjer je verjetno stal starejši stolp. Danes so od obzidja ostali dolgi raztežaji, ki omejujejo južni del zgodovinskega središča, medtem ko je od severnega dela ostalo zelo malo. Od petih prvotnih vrat sta ostali le Porta La Maja in Porta Baresana, medtem ko še vedno obstaja veliko stolpov, tako anžujskih kot normanskih.
- Romanska stolnica (Cattedrale di S. Valentino), zgrajena v 11.-12. stoletju in pod vplivom bazilike sv. Nikolaja v Bariju. Zahodna fasada je razdeljena na tri dele in ima tri portale, osrednji je izklesan z rastlinskimi motivi in prizori iz Stare zaveze, štirimi stebri okna in rozeto, ki jo obdajajo skulpture živali, ki jih podpirajo majhni stebri. Notranjost je triladijska: glavno umetniško delo je marmorni ambon (1229), mojstrovina srednjeveškega apuljskega kiparstva.
- Bazilika sv. Kozme in Damijana
- Cerkev sv. Frančiška (12. stoletje). Poznana kot San Francesco la Scarpa, je bila zgrajen leta 1283 na zemljišču, ki so ga prodale benediktinske redovnice iz samostana Santa Lucia. Do 19. stoletja je bila stavba zaupana frančiškanom, ki so v bližini zgradili samostan in semenišče. Cerkev je bila zaprta za bogoslužje leta 1970. Zgrajena je bila nad že obstoječo rimsko utrdbo v čast obiska sv. Frančiška Asiškega leta 1222. Ohranila je prvotno poznoromansko pročelje, obkroženo z zvonikom iz 16. stoletja. Na portalu so figure goveda, verjetno aluzija na ustanoviteljsko družino Bove. Obkroža ga okno s trojnimi stebri. Notranjost ima nekaj fresk in oltarje iz 16. stoletja.
- Cerkev sv. Nikolaja Teatinskega ali sv. Gaetana; po naročilu Teatincev leta 1609 in zgrajena po projektu Dionisia Volpona di Parabita, je bila zgrajena na starodavni zgradbi Universitas in je bila posvečena leta 1730. Protireformacijsko fasado sestavljajo pilastri, ki se izmenjujejo z nišami. Fasada se zapre s timpanonom, na katerem je Teatinski grb. Notranjost je sestavljena iz ene osrednje ladje, ki se zaključuje s tremi apsidami in je začrtana s štirimi oboki na vsaki strani, ki ustrezajo toliko kapelam. Omembe vreden je baročni kamniti oltar iz leta 1696 v prvi kapeli na desni, patronat družine Sylos-Sersale. Na stenah ladje in lesenem stropu so freske bitontskega slikarja Carla Rosa.
- Cerkev San Domenico je bila zgrajena skupaj s samostanom po naročilu dominikancev leta 1258, ko so pridobili majhen samostan, v katerem je bila tudi cerkev sv. Nikolaja. Cerkev je bila posvečena leta 1302 in je sestavljena iz treh razponov, ki podpirajo toliko polkroglastih kupol. Tretji razpon so v 18. stoletju povečali s preoblikovanjem tlorisa cerkve v latinski križ. Tako sta nastali dve kapeli: ena imenovana Kapela misterij, kjer so postavljeni kipi, izdelani v 17. stoletju, ki paradirajo med procesijo velikega petka, druga posvečena Svetemu Dominiku. Leta 1809 je bila cerkev ukinjena in je do leta 1934 postala občinski sedež.
- Cerkev Santa Caterina
- Palača Vulpano-Sylos; Nacionalni spomenik[6], je bila zgrajena v drugi polovici 15. stoletja po naročilu Giovannija Vulpana, morda z uporabo srednjeveškega stolpa iz 12. stoletja. Za portalom z aragonskimi poznogotskimi elementi je dvorišče, ki prevzame neapeljski renesančni slog, kjer so v frizu upodobljeni različni družinski liki skupaj z rimskimi voditelji in cesarji. Grbu družine Vulpano se je pridružil grb družine Sylos, ko je z izumrtjem prvega postala lastnica stavbe.
- Palača Sylos-Calò; zgradil jo je med letoma 1529 in 1583 Giovanni Alfonso Sylos, v poznorenesančnem slogu. Plemiška rezidenca ima nepravilno pročelje, na katerem se odpira portal, uokvirjen s pilastri in z dvema cesarskima poslikavama pod vencem. Loža, zgrajena na dveh nivojih, je dragocen izraz apulijske renesanse. Portik stoji na osmih stebrih; predprostor je prekrit z nizkimi oboki z lunetami in ima gladke stebre s korintskimi kapiteli, povzetimi iz florentinske renesanse. Od leta 2009 je v stavbi Narodna galerija Apulije, v kateri je bogata zbirka modernih umetniških slik, ki sta jih državi podarila Girolamo in Rosaria De Vanna.
- Palača De Lerma; zgradil jo je ob sostolnici, na območju, ki je bilo v 16. stoletju prej vključeno v škofovo lastnino, Girolamo De Lerma, vojvoda Castelmezzano in je pripadala družini, ki je prišla v Italijo iz Španije okoli leta 1500. Na njeni desni je je bila majhna cerkev Santa Maria della Misericordia, katere glavni portal (iz leta 1586) je ohranjen z, na zgornjem delu, reliefom pieta. Palača je okronana z bogatim vencem in je v renesančnem slogu, čeprav so bile kasnejše preoblikovanja in dozidave v baročnem slogu, čemur je v 18. stoletju sledila dozidava balkonov. Pročelje stavbe gleda na pokopališče sostolnice, med njimi pa je loža iz 16. stoletja, imenovana loža blagoslovov. Izdelana je v renesančnem slogu in je postavljena pod kotom.

## Gospodarstvo
Bitonto je znan po proizvodnji ekstra deviškega oljčnega olja, ki ga izvažajo v Ameriko in drugod po Evropi. Mesto proizvaja tudi vino, pivo, žitarice, mandlje in tekstil.
Bitonto je v zadnjem času postal tudi priljubljena turistična destinacija. Od leta 2001 gosti festival Beat Onto Jazz.

## Naravna dediščina

### Narodni park Alta Murgia
Mesto Bitonto je del narodnega parka Alta Murgia. V meje parka so vključeni skrajni deli občinskega ozemlja, skupaj 1959 hektarjev. Del tega območja je občinski gozd, znan tudi kot Bosco Rogadeo in kmetija Pietre Tagliate, tipičen primer podeželske arhitekture. Za živalsko prisotnost v tem prostoru so značilni ježevci, lisice in jazbeci, tudi plazilci, kot so sicilski kuščarji, gadi in kače. V parku je tudi največja italijanska populacija vrste falco naumanni, splošno znana kot južna postovka in je ena največjih v Evropski uniji.

### Regionalni park Lama Balice
Zavarovano območje, označeno kot opremljen naravni park leta 1980 in kot regionalni naravni park od leta 2007, se razprostira na 504 ha med občinama Bari in Bitonto, po smeri istoimenskega lama (lokalni toponim, ki označuje široko brazdo v tleh, značilno za pokrajino Murge). Park vključuje odsek lama, ki prečka mesto Bitonto. Potok, ki teče skozenj, nekoč se je imenoval Tiflis, je običajno suh, a ob obilnih padavinah nabrekne zaradi prispevka deževnice. Z naravoslovnega vidika je lama počivališče za ptice in ohranja prvotno mediteransko grmičevje v velikih delih. Številne kmečke hiše, cerkve in kmetije ter ostanki prazgodovinskega obdobja, ki so se vrnili iz številnih naravnih votlin, pričajo o nenehnem človeškem obisku najdišča.

## Pobratena mesta
Bitonto je pobraten z:
- Banja Luka, Bosna in Hercegovina[9]
- Drač, Albanija[10]

## Sources
- A Virtual Tour in the city of Bitonto - Official Web site City of Bitonto, Councillorships for Tourism and Culture
- Bitonto.net